# Palira vettem a papát
A Palira vettem a papát (eredeti cím: Getting Even with Dad) 1994-es amerikai családi filmvígjáték Macaulay Culkin és Ted Danson főszereplésével. Rendezője Howard Deutch, forgatókönyvírói Tom S. Parker és Jim Jennewein.
A film 1994. július 17-én jelent meg.

## Cselekmény
Ray, egy volt fegyenc és özvegyember, aki két bűntársával együtt érmerablást tervez, hogy segítségükkel megvásárolhassa saját pékségét. Arra azonban nem számít, hogy a fia, Timmy, aki Ray nővérével élt, a tervezés kellős közepén felbukkan a háznál. Timmyt figyelmen kívül hagyják, Ray és társai pedig véghezviszik a rablást. Timmy azzal hívja fel apja figyelmét, hogy ellopja és elrejti az érméket. Ahhoz, hogy visszaszerezhesse őket, az apjának több helyre is el kell vinnie őt, és úgy kell bánnia vele, mintha élvezné a jelenlétét. Megszeretik egymást, de Timmy nem marad az apjával, amíg nem adja át az érméket.

## Szereplők
| Karakter                         | Színész           | Magyar hang          |
| -------------------------------- | ----------------- | -------------------- |
| Timmy Gleason                    | Macaulay Culkin   | Simonyi Balázs       |
| Raymond "Ray" Gleason            | Ted Danson        | Jakab Csaba          |
| Theresa Walsh nyomozó            | Glenne Headly     | Vándor Éva           |
| Robert "Bobby" Drace             | Saul Rubinek      | Harsányi Gábor       |
| Carl                             | Gailard Sartain   | Maros Gábor          |
| Alex                             | Sam McMurray      | Rosta Sándor         |
| Romayko hadnagy                  | Hector Elizondo   | Beregi Péter         |
| Mr. Wankmueller                  | Sydney Walker     |                      |
| Kitty                            | Kathleen Wilhoite | Kocsis Mariann       |
| Wayne                            | Dann Florek       | Uri István           |
| Zinn                             | Ron Canada        | Melis Gábor          |
| Chapman                          | Ralph Peduto      | Rudas István         |
| Őr                               | Bert Kinyon       | Varga Tamás          |
| Őr                               | Melvin Thompson   |                      |
| Páncélautó sofőrje               | Danny Hunter      | Orosz István         |
| Titkárnő a liftben               | Suzanne Lime      |                      |
| TV-riporter                      | Mary Dilts        |                      |
| Wino                             | Scott Beach       |                      |
| Idegenvezető                     | Wil Albert        | Antal László         |
| Edző                             | David Kagen       |                      |
| Apa a golfpályán                 | Dick Bright       |                      |
| Kutyasétáltató nő                | Barbara Scott     |                      |
| Fiú a múzeum mosdójában          | Seth Smith        | Szőke András         |
| Újságárus                        | Roland T. Abasolo |                      |
| Jegypénztáros a buszpályaudvaron | Jarion Monroe     | Szabó Sipos Barnabás |

## A film készítése
Az MGM a Hollywood Pictures, a Columbia Pictures, a TriStar Pictures és a Paramount Pictures cégekkel folytatott licitháborúban vásárolta meg a filmet, és az MGM 500 ezer dollárért szerezte meg a forgatókönyvet.
Macaulay Culkin karakterének rövidre kellett volna vágatni a haját ebben a filmben, de Culkinnak, aki akkoriban hagyta megnöveszteni a haját, tetszett a kinézete, és nem akarta levágatni. Apja, Kit Culkin követelte, hogy a fia úgy hagyhassa a haját, ahogy volt, rámutatva, hogy a karaktere egy munkásosztálybeli fiú, és nem egy szépen nyírt, előkelő iskolai fiú. Megtarthatta a hosszú haját.[forrás?]

## Fordítás
- Ez a szócikk részben vagy egészben  a   Getting Even with Dad című angol Wikipédia-szócikk fordításán alapul.  Az eredeti cikk szerkesztőit annak laptörténete sorolja fel. Ez a jelzés csupán a megfogalmazás eredetét és a szerzői jogokat jelzi, nem szolgál a cikkben szereplő információk forrásmegjelöléseként.